# Désoxyuridine
La désoxyuridine est une molécule organique composée d'une base pyrimidique et d'un désoxyribose. La base pyrimidique est de formule 2,4 dioxy-pyrimidine (ou uracile) et le désoxyribose est un sucre de type pentose fermé (furanose) avec un carbone 2 ayant perdu sa fonction alcool (OH). 
Bien qu'il s'agisse d'un désoxyribonucléotide, la désoxyuridine n'est normalement pas présente dans l'ADN. Cependant, elle peut se former par désamination de la désoxycytidine, une réaction spontanée qui se produit lentement en présence d'oxygène. Toutes les cellules vivantes disposent d'un mécanisme de réparation de cette lésion de l'ADN, qui sinon peut causer des mutations dans le génome. L'uridine est clivée du ribose par une uracile-ADN glycosylase, un mécanisme qui procède de la voie de Réparation par excision de base. 